# Věra Felicitas Birkenbihlová
Vera Felicitas Birkenbihl (čes. Věra F. Birkenbihlová) (narozená * 26. duben 1946 v Mnichově; a † 3. prosinec 2011 v Osterholz-Scharmbeck) byla německá školitelka manažmentu a autorka naučné literatury.

## Život
Věra F. Birkenbihlová byla dcerou trenéra a konzultanta manažmentu Michaela Birkenbihla (1921–1993). Již v roce 1969 vynalezla a rozvíjela techniku učení se, založené na výzkumu mozku a neurovědě. V roce 1970 jako první přednášela s touto tematikou přednášky a semináře v USA a po návratu v roce 1972 zpět do Evropy pracovala na „volné noze“ jako osobní trenérka a poradkyně pro velké nadnárodní firmy (Bayerische Rückversicherung, BMW, DVS, Henkel, Hewlett-Packard, IBM, LBS, Procter & Gamble, Quelle, Siemens, Sony, Zenker Hausbau aj.) a zároveň se věnovala tvorbě vlastních literárních textů. Naposledy žila v německém městě Osterholz-Scharmbeck. Dne 3. prosince 2011 zemřela ve věku 65 let na plicní embolii.

## Dílo
- Piliny v hlavě? – Návod k užívání mozku – od „majitelů mozku“ k „uživatelům mozku“ (1996). Z německého originálu: „Stroh im Kopf?“
- Pozitivní stres – Radostně stresem (1996). Z německého originálu: „Freude durch Streß“
- Trénujme úspěch – vezměte budoucnost do vlastních rukou! (1996). Z německého originálu: „Erfolgstraining. Schaffen Sie sich Ihre Wirklichkeit selbst!“
- Umění komunikace, aneb jak úspěšně utvářet mezilidské vztahy (1999). Z německého originálu: „Kommunikationstraining: Zwischenmenschliche Beziehungen“
- Učíme se snadno cizí jazyky (2002). Z německého originálu: „Sprechen lernen leicht gemacht!“
- Nebojte se myslet hlavou (2002). Z německého originálu: „Das "neue" Stroh im Kopf“
- Čísla určují váš život (2007). Z německého originálu: „Zahlen bestimmen Ihr Leben“

## Kritika
Vyučovací metody Birkenbihlové byly vždy nekonvenční, takže přitahují pozornost, avšak ne všechny byly chytlavé.